# Ivo Paukert
Ivo Paukert (13. dubna 1931, Praha – 4. dubna 2013) byl český televizní scenárista a režisér.
Po absolutoriu FAMU v roce 1955 začal spolupracovat s Československou televizí. Je znám jako výrazný televizní tvůrce zaměřený především na oblast televizní zábavy. Mimo jiné režíroval po deset let přímé přenosy z předávání televizních cen TýTý.